# Chiesa di Santa Maria delle Grazie (Conegliano)
La chiesa di Santa Maria delle Grazie è un edificio sacro di Conegliano, la cui parrocchia è stata trasferita, nella seconda metà del XX secolo, in una nuova chiesa omonima, situata nel grande quartiere di Monticella.

## Storia
Il complesso antico della Madonna delle Grazie iniziò a raccogliersi nel Quattrocento intorno a una comunità di monaci giunti a Conegliano da Venezia, che edificarono la prima chiesa (1471) e il convento dalla Madonna delle Grazie; nel 1530 vi si insediarono i Padri Minori Riformati, che vi rimarranno fino al secondo Settecento, quando il convento viene soppresso, la grande chiesa abbattuta e il patrimonio artistico (circa nove pale d'altare, tra le quali una del Beccaruzzi, nonché degli affreschi) disperso.
In seguito a ciò, nel 1774 ebbero inizio i lavori di costruzione di un luogo sacro che sostituisse quello appena demolito, ossia l'attuale vecchia chiesa dedicata a Santa Maria delle Grazie.

## Descrizione

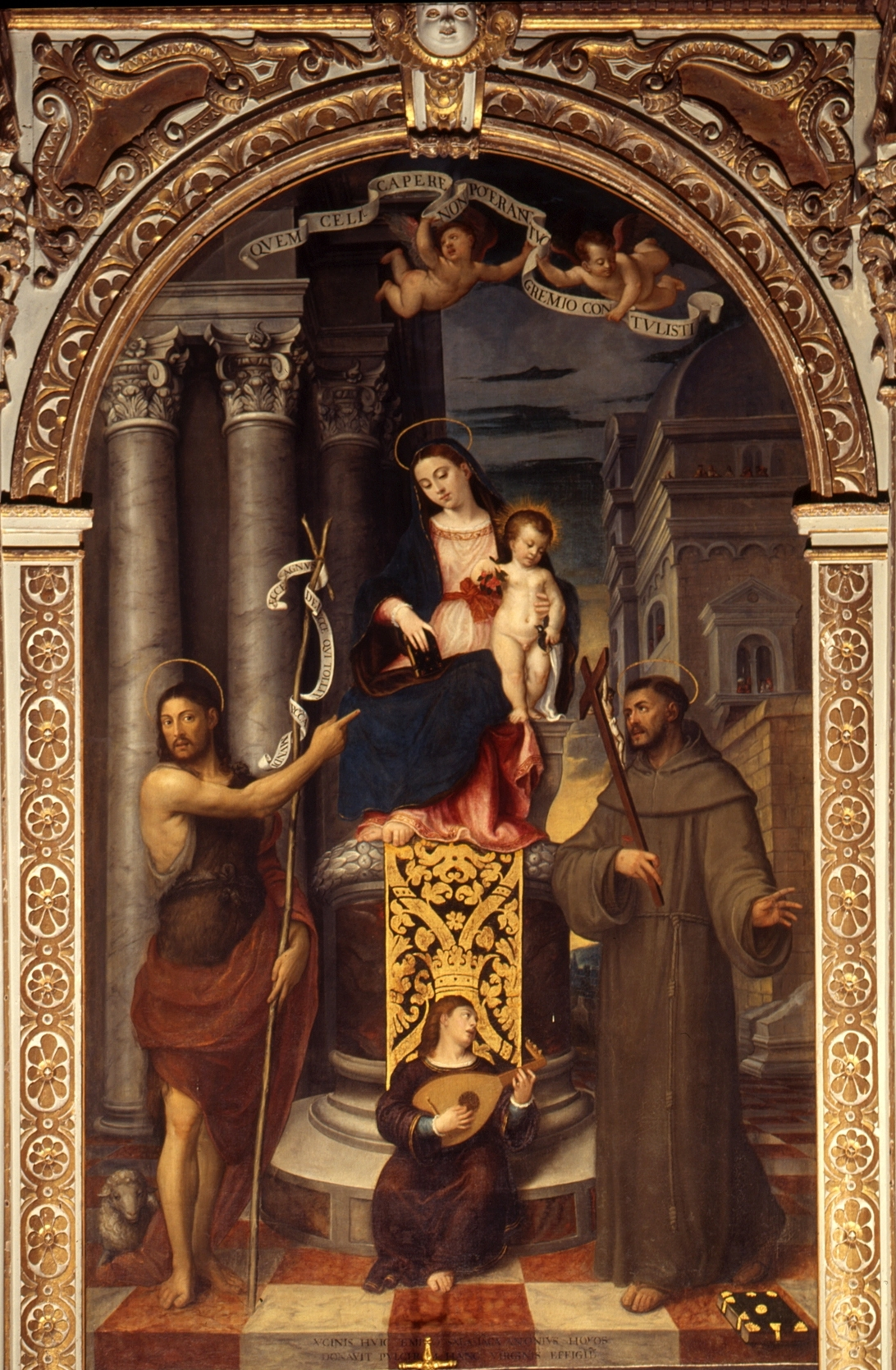
La pala cinquecentesca del Beccaruzzi

### Esterni
Edificio sacro di dimensioni medio-piccole, la chiesa si trova incastonata tra un moderno edificio e un vecchio borgo all'imbocco di via Carpenè. La facciata dell'edificio è a capanna e neoclassica: si mostra con in alto un frontone nel quale è inscritto un rosone; da qui quattro lesene partono, tripartendo la facciata. Le due sezioni laterali sono aperte da due monofore timpanate, la parte centrale dal portale, anch'esso timpanato, sopra al quale è posta, all'interno di una nicchia, la statua della Madonna, patrona della chiesa.

### Interni
All'interno, a una navata, si ammira la pala del Beccaruzzi (attribuita) che era conservata nella chiesa precedente: Madonna con Bambino in trono tra i Santi Giovanni Battista e Francesco. La raffigurazione presenta centralmente la Madonna in tradizionali drappi blu e rossi, mentre, seduta in trono, regge con la mano sinistra il Bambin Gesù, in piedi sulle sue ginocchia e rivolto verso San Francesco, in contemplazione sulla destra del quadro; a sinistra trova spazio Giovanni Battista, indicante con la mano destra Gesù; ai piedi del trono sta seduto un angelo con liuto; il tutto nel contesto di architetture classiche dietro le quali si apre uno squarcio di cielo azzurro.
Altre due tele della chiesa preesistente hanno ritrovato luogo in quella settecentesca, dove sono disposte nei due altari laterali. Si tratta di un'opera di anonimo rappresentante Tiziano che riceve alcuni personaggi e di un'opera di Bernardino di Asola (attribuita) con San Bernardino da Siena tra Angelo Raffaele con Tobia e San Gerolamo (XVI secolo).

## La nuova chiesa

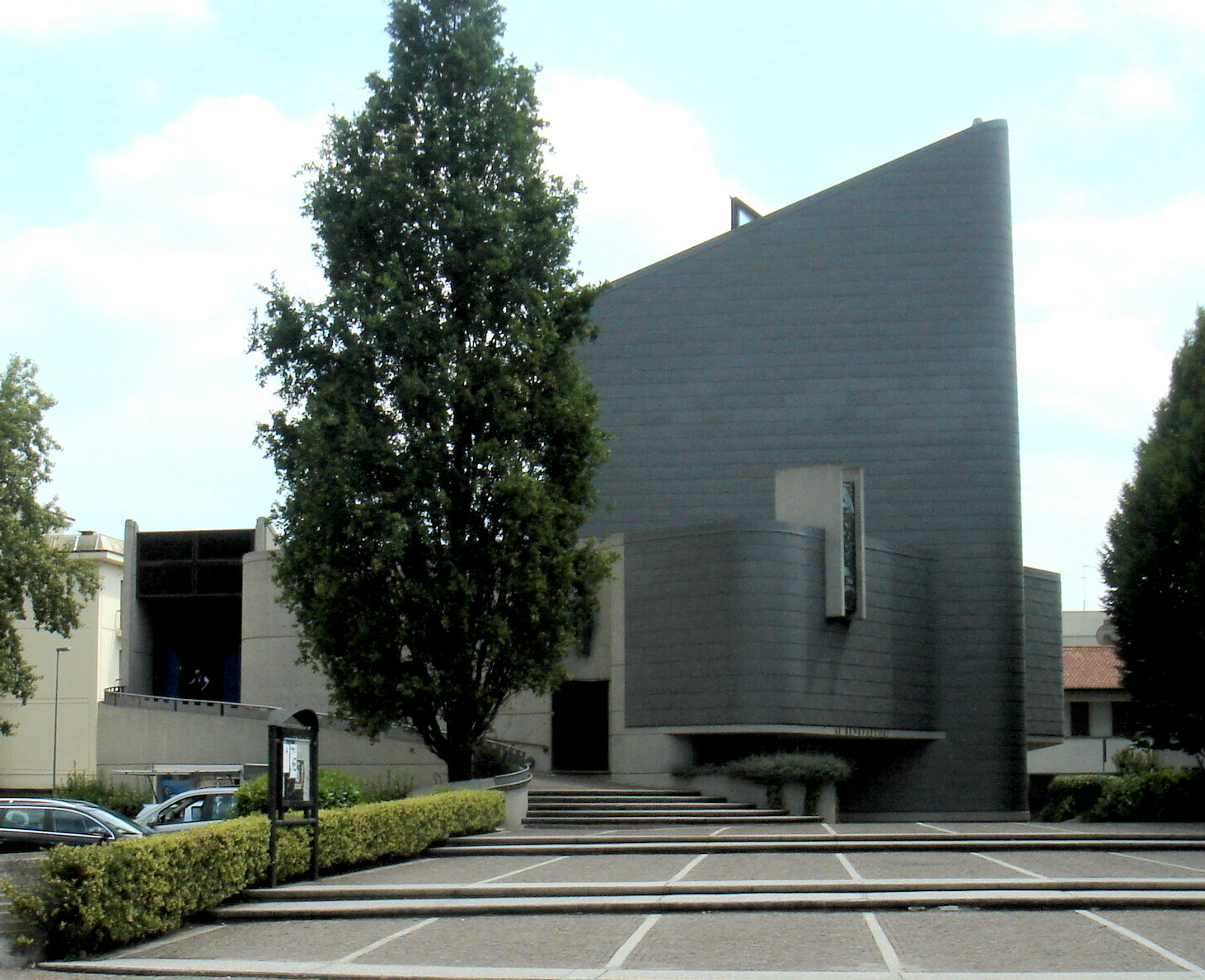
Chiesa nuova della Madonna delle Grazie

La chiesa nuova dedicata a Santa Maria delle Grazie è un edificio novecentesco situato in via XXIV Maggio, a poca distanza dalla chiesa settecentesca: essa fu costruita per soddisfare le esigenze di una comunità in forte crescita nel secondo Novecento.
Una lunga gradinata conduce a una struttura grigia di grandi dimensioni, edificata nel 1969 su progetto di Nerino Meneghello e consacrata nel 1971. Questo edificio sacro è l'attuale sede della parrocchia omonima, che occupa tutto il territorio di Monticella, laddove fino al Trecento era l'antichissima parrocchia di Santo Stefano in Monticella (della quale non resta traccia se non documentaria) ad avere il dominio.